# Mombasa (ö)

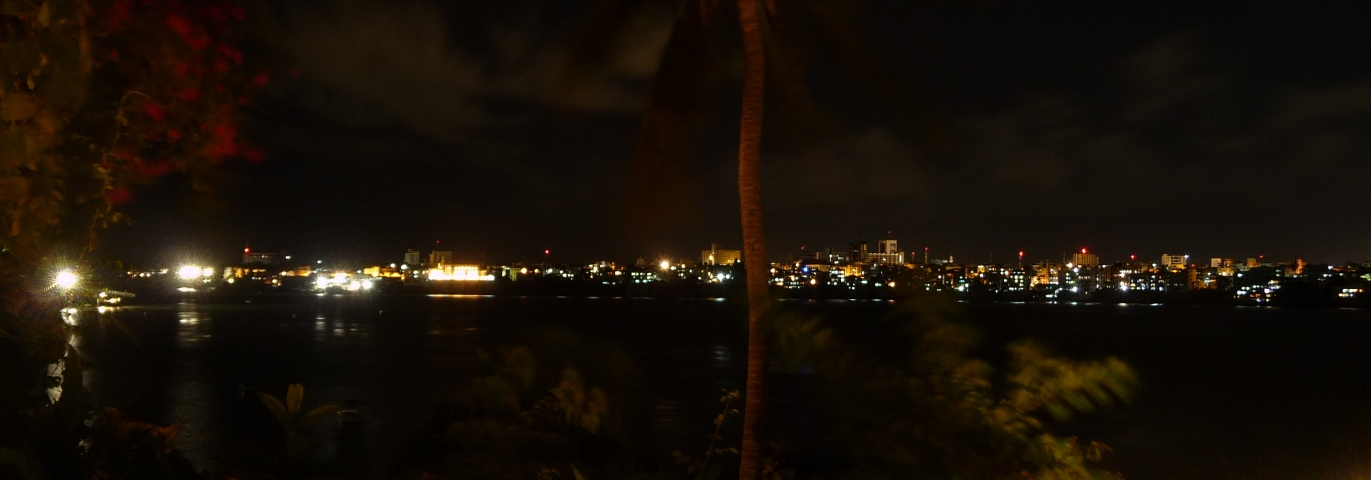
Ön Mombasa nattetid, sedd från Mombasas norra delar.

Mombasa (swahili: Kisiwa cha mvita) är en korallö vid Indiska oceanens kust i Kenya, som till största delen täcks av de centrala delarna av staden och distriktet Mombasa. Ön är fem kilometer lång och tre kilometer bred och sitter ihop med fastlandet genom en konstgjord landtunga. Dessutom finns en bro och en färjeförbindelse till ön. Ön utgör administrativt en av fyra divisioner i Mombasa.